# Milano-Modena 1939
La Milano-Modena 1939, trentesima edizione della corsa, si svolse il 21 aprile 1939 su un percorso di 181 km con partenza a Milano e arrivo a Modena. Fu vinta dall'italiano Marco Cimatti, che completò il percorso in 4h40'00", alla media di 38,786 km/h, precedendo in volata i connazionali Giovanni Bisio e Adolfo Leoni. Conclusero la prova 39 dei 61 ciclisti al via.

## Percorso
Il percorso della prova, organizzata dall'U.C. Modenese, era lungo 181 km e completamente pianeggiante lungo la via Emilia: dopo la partenza da Rogoredo, quartiere periferico di Milano, attraversò nell'ordine Lodi, Casalpusterlengo, Piacenza, Fidenza, Parma (km 122), Sant'Ilario d'Enza, Reggio Emilia e Rubiera, e si concluse al velodromo di Piazza d'Armi a Modena dopo cinque giri di pista.

## Ordine d'arrivo (Top 10)
| Pos. | Corridore          | Squadra       | Tempo    |
| ---- | ------------------ | ------------- | -------- |
| 1    | Marco Cimatti      | U.C. Modenese | 4h40'00" |
| 2    | Giovanni Bisio     | Dopolav. Novi | s.t.     |
| 3    | Adolfo Leoni       | Bianchi       | s.t.     |
| 4    | Corrado Ardizzoni  | U.C. Modenese | s.t.     |
| 5    | Giovanni Cazzulani | Legnano       | s.t.     |
| 6    | Edgardo Scappini   | U.S. Azzini   | s.t.     |
| 7    | Aimone Landi       | Lygie         | s.t.     |
| 8    | Raffaele Di Paco   | Dopolav. Novi | s.t.     |
| 9    | Vasco Bergamaschi  | Bianchi       | s.t.     |
| 10   | Elio Maldini       | U.C. Modenese | s.t.     |